# Катастрофа Boeing 737 в Кожикоде
Катастрофа Boeing 737 в Кожикоде — авиационная катастрофа, произошедшая вечером 7 августа 2020 года. Авиалайнер Boeing 737-8HG авиакомпании Air-India Express выполнял плановый рейс IX1344 по маршруту Дубай—Кожикоде, но после посадки в пункте назначения выкатился за пределы взлётной полосы аэропорта Кожикоде, рухнул в ущелье и разрушился на три части. Из находившихся на его борту 190 человек (184 пассажиров и 6 членов экипажа) погиб 21.
Катастрофа рейса 1344 стала второй авиакатастрофой в истории авиакомпании Air-India Express, произошедшей через 10 лет после первой (катастрофа в Мангалуре, 158 погибших).

## Самолёт
Boeing 737-8HG (регистрационный номер VT-AXH, заводской 36323, серийный 2108) был выпущен в 2006 году (первый полёт совершил 15 ноября). 30 ноября того же года был передан авиакомпании Air-India Express, в которой получил имя India Gate / Gateway of India. Оснащён двумя турбовентиляторными двигателями CFM International CFM56-7B27. На день катастрофы совершил 15 309 циклов «взлёт-посадка» и налетал 43 691 час.

## Экипаж
Самолётом управлял опытный экипаж, его состав был таким:
- Командир воздушного судна (КВС) — 59-летний Дипак В. Сате (англ. Deepak V. Sathe). Очень опытный пилот, проходил службу в ВВС Индии. В авиакомпании Air-India Express проработал 10 лет и 8 месяцев (с 5 декабря 2009 года), ранее работал в авиакомпании Air India (с 2004 по 2009 годы). Управлял самолётами Cessna 152, Partenavia P.68, HS-748, Airbus A310 и Boeing 777-200/-300. В должности командира Boeing 737-800 — с 1 ноября 2014 года (до этого управлял им в качестве второго пилота). Налетал 10 848 часов, 4612 из них на Boeing 737-800.
- Второй пилот — 32-летний Ахилеш Кумар (англ. Akhilesh Kumar). Опытный пилот, в авиакомпании Air-India Express проработал 3 года и 8 месяцев (с 1 декабря 2017 года). Управлял самолётами Diamond DA40 и Diamond DA42. В должности второго пилота Boeing 737-800 — с 22 ноября 2017 года, ещё до прихода в Air-India Express. Налетал 1989 часов, 1723 из них на Boeing 737-800.

В салоне самолёта работали четверо бортпроводников:
- Шилпа Д. Катаре (англ. Shilpa D. Katare), 40 лет.
- Акшай П. Сингх (англ. Akshay P. Singh), 25 лет.
- Лалит Кумар (англ. Lalit Kumar), 27 лет.
- Абхик Бисвас (англ. Abhik Biswas), 24 года.

## Хронология событий

### Вылет из Дубая, заход на посадку, катастрофа
Известно, что самолёт дважды пытался зайти на посадку, а также заходил на посадку с большой скоростью. Перед приземлением самолёт сделал несколько кругов над аэропортом. Первый заход на посадку осуществлялся на ВПП № 28, но из-за трудностей самолёт дважды облетел аэропорт, пытаясь повторно сесть, а потом вылетел с противоположной стороны на ВПП № 10, где совершил аварийную посадку. Фактическая скорость была выше посадочной, поэтому самолёт приземлился дальше от точки приземления и не успел вовремя затормозить. Он выкатился за пределы взлётной полосы и рухнул в 10-метровую расщелину, развалившись на две части, при этом не спровоцировав пожара.
На борту находились 190 человек: 184 пассажира, 4 бортпроводника и 2 пилота. Оба пилота и 19 пассажиров погибли и 136 получили ранения, 15 из них, как сообщается, находятся в критическом состоянии.

### Спасательные операции
Для проведения первоначальных спасательных операций были задействованы местная полиция и пожарные. Министр внутренних дел Амит Шах поручил национальным силам реагирования на стихийные бедствия (НСРСБ) как можно скорее прибыть на место и оказать помощь в проведении спасательных операций. Эвакуация завершена в течение 4 часов. Пострадавшие проходят лечение в больнице МИМС и детской мемориальной больнице в Каликуте.

## Расследование
Расследование причин катастрофы рейса IX1344 проводил Государственный авиационный комитет Индии (DGCA) при участии Управления аэропортов Индии (AAI).
Окончательный отчёт расследования был опубликован 17 августа 2021 года.